# Kaluđerovac
Kaluđerovac falu Horvátországban Lika-Zengg megyében. Közigazgatásilag Perušićhoz tartozik.

## Fekvése
Gospićtól légvonalban 13 km-re közúton 16 km-re északnyugatra, községközpontjától légvonalban 6 km-re közúton 8 km-re nyugatra, a Lika folyó jobb partján fekszik.

## Története
A terület 1689-ben szabadult fel a százötven évi török uralom alól. A szabaddá vált területre katolikus horvátok települtek, akik határőrszolgálatot láttak el. Az otocsáni ezred perušići századához tartoztak. A faluban már 1700-ban is állt egy rozzant templom, amely a perušići plébániához tartozott. A falu templomát 1748-ban építették. A 19. század közepén azonban rossz állapota miatt a szentély kivételével le kellett bontani. Andrija Trinajstić perušići plébános hiába keresett az építéshez támogatókat a falu népe szegény volt. Végül a határőrezred parancsnokának ajánlására Ferenc József császárhoz fordult, aki ezer forintot küldött az építéshez. A falu lakói maguk oltották a meszet és a környező erdőkből hordták a fát, melyből helyben faragták a gerendákat, fűrészelték a deszkát, helyben ásták a homokot és faragták a köveket. A templom végül 1865 őszére készült el. Felszentelése 1865. október 30-án volt. 1836-ban kőhíd épült itt a Likán. A falunak 1857-ben 399, 1910-ben 683 lakosa volt. A trianoni békeszerződés előtt Lika-Korbava vármegye Perušići járásához tartozott. Ezt követően előbb a Szerb-Horvát-Szlovén Királyság, majd Jugoszlávia része lett. 1942-ben partizánok kőhídját lerombolták. 1991-ben lakosságának 98 százaléka horvát nemzetiségű volt. 1991-ben a független Horvátország része lett. 2011-ben 24 lakosa volt, akik földműveléssel, állattartással foglalkoznak.

## Lakosság
| Lakosság változása | Lakosság változása | Lakosság változása | Lakosság változása | Lakosság változása | Lakosság változása | Lakosság változása | Lakosság változása | Lakosság változása | Lakosság változása | Lakosság változása | Lakosság változása | Lakosság változása | Lakosság változása | Lakosság változása | Lakosság változása |
| ------------------ | ------------------ | ------------------ | ------------------ | ------------------ | ------------------ | ------------------ | ------------------ | ------------------ | ------------------ | ------------------ | ------------------ | ------------------ | ------------------ | ------------------ | ------------------ |
| 1857               | 1869               | 1880               | 1890               | 1900               | 1910               | 1921               | 1931               | 1948               | 1953               | 1961               | 1971               | 1981               | 1991               | 2001               | 2011               |
| 399                | 460                | 478                | 565                | 653                | 683                | 514                | 528                | 460                | 375                | 276                | 149                | 84                 | 52                 | 29                 | 24                 |

## Nevezetességei
Szent Miklós püspök tiszteletére szentelt római katolikus temploma 1748-ban épült. 1865-ben teljesen megújították, melyhez Ferenc József császár ezer forinttal járut hozzá. Fabijan Sokolić pazarištei főesperes áldotta meg 1865. október 30-án. A faluban plébánia nincs, szolgálatát Perušićról látják el. Anyakönyveit 1766-tól vezetik. A plébániatemplom a falun kívül, egy bekötőút mentén található. Egyhajós, keleti tájolású épület, a hajónál szűkebb, téglalap alakú szentéllyel, a szentély melletti sekrestyével és a főhomlokzat előtti harangtoronnyal. A templom belseje egyszerű. A hajó síkmennyezetű, melyet két pár szimmetrikusan elhelyezett, félköríves ablaknyílás világít meg. A szentélyt, amely az 1748-ban épített templomból maradt fenn dongaboltozat fedi.